# Nathan Seiberg
Nathan Seiberg (Tel Aviv, 22 settembre 1956) è un fisico israeliano.

## Carriera
Laureato nel 1977 presso l'Università di Tel Aviv, ha conseguito il dottorato di ricerca presso il Weizmann Institute nel 1982. Dopo aver lavorato vari anni fra Israele e Stati Uniti, dal 1997 è professore all'Institute for Advanced Study a Princeton.
Lavora in teoria quantistica dei campi, dove ha dato contributi formali in teorie supersimmetriche, teoria delle stringhe, teorie di campo conformi e teorie di campo non-commutative. Il suo maggior risultato riguarda lo studio di una particolare teoria supersimmetrica assieme ad Edward Witten, che fornisce uno dei primi esempi di sviluppo a bassa energia (detto azione effettiva) calcolabile in modo esatto, ovvero non approssimato mediante sviluppi asintotici, che è oggi nota come teoria di Seiberg-Witten.
È stato insignito del MacArthur Fellows Program (1996), del Premio Dannie Heineman per la fisica matematica (1998) e della Medaglia Dirac dell'ICTP (2016).